# Миндерсбах
Миндерсбах (њем. Mündersbach) општина је у њемачкој савезној држави Рајна-Палатинат. Једно је од 192 општинска средишта округа Вестервалд. Према процјени из 2010. у општини је живјело 745 становника. Посједује регионалну шифру (AGS) 7143268.

## Географски и демографски подаци
Миндерсбах се налази у савезној држави Рајна-Палатинат у округу Вестервалд. Општина се налази на надморској висини од 310 метара. Површина општине износи 9,3 km². У самом мјесту је, према процјени из 2010. године, живјело 745 становника. Просјечна густина становништва износи 80 становника/km².